# Major (grau militar)
Major és un rang d'oficial militar superior utilitzat en molts països, és el grau militar immediatament superior al de capità i immediatament inferior al de tinent coronel. Constitueix el grau inferior de l'escala d'oficial superior. El major comanda, segons les armes i cossos, una companyia o esquadró, o un batalló o grup; entre cent i cinc-cents homes. En alguns exèrcits, com el francès i l'espanyol, el grau de major rep el nom de comandant (de fet, existeix un grau de major a l'Exèrcit francès, però es tracta del grau superior de l'escala de sotsoficials, equivalent a una mena de brigada de primera classe). Es considera el més júnior dels rangs d'oficial superior.
A l'armada el grau equivalent al de major és el de capità de corbeta. El grau de major existeix també en cossos policials; per exemple, als Mossos d'Esquadra.
Etimològicament, la paraula prové de la paraula llatina major que significa "més gran". El rang es remunta al rang de sergent major general, que es va escurçar a sergent major i, posteriorment, a major.

## Insígnies de major

Major (Forces Terrestres Albaneses)[9]
Mayor (Exèrcit angolès)[10]
Major (Forces Armades de São Tomé i Príncipe)
Major (Regiment d'Antigua i Barbuda)[11]
Mayor (Exèrcit Argentí)[12]
մայոր Mayor (Forces terrestres armènies)[13]
Major (Exèrcit Australià)[14]
Major (Forces Terrestres Austríaques)[15]
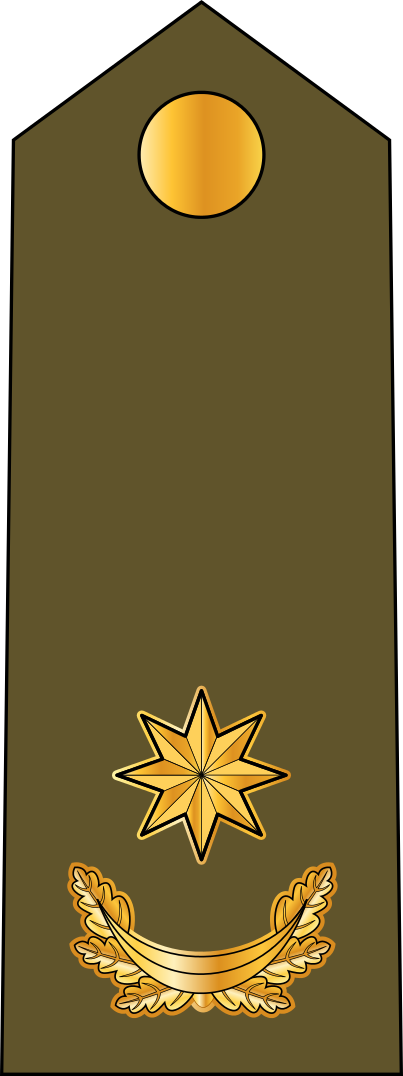
Mayor (Exèrcit de l'Azerbaidjan)
মেজর Mējara (Exèrcit de Bangladesh)[17]
Major (Regiment de Barbados)[18]
Маёр Major (Forces terrestres bielorusses)[19]
Majoor(NL) / Major (FR) (Component terrestre belga)[20]
Major (Força de Defensa de Belize)
Mayor (Exèrcit bolivià)[21]
Major (Forces Armades de Bòsnia i Hercegovina)[22]
Major (Força Terrestre de Botswana)[23]
Major (Exèrcit del Brasil)[24]
Mejar (Força Terrestre Reial de Brunei)[25]
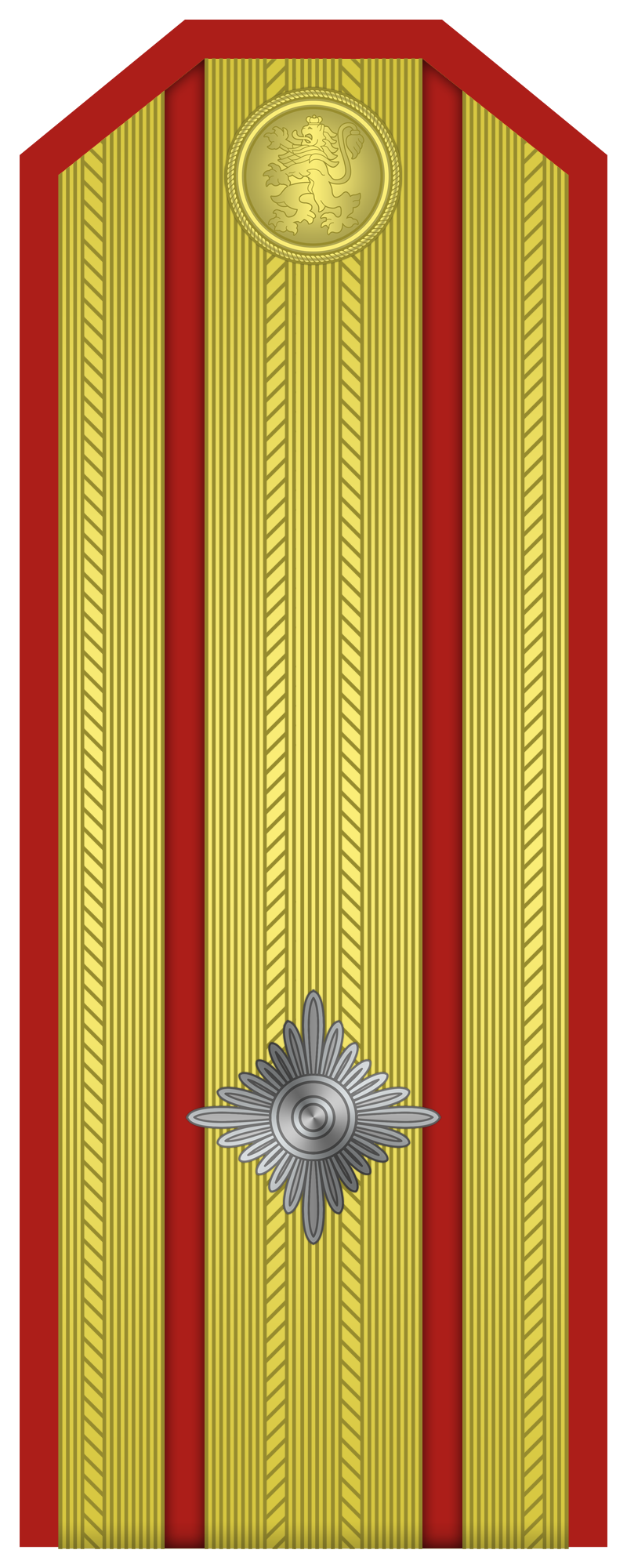
Майор Mayor (Forces Terrestres Búlgares)
Major (Kirundi: Majoro) (Exèrcit de Burundi)[27]
Major (francès: Major) (Exèrcit canadenc)[28]
Major (Forces Armades Capverdianes)[29]
Mayor (Exèrcit de Xile)[30]
Mayor (Exèrcit Nacional de Colòmbia)[31]
Major (Forces Terrestres de la RD Congo)
Mayor (Forces Armades Revolucionàries de Cuba)[32]
Major (Forces Terrestres Txeques)[33]
Major (Exèrcit Reial de Dinamarca)[34]
Mayor (Exèrcit de la República Dominicana)[35]
Mayor (Exèrcit de l'Equador)[36]
Mayor (Exèrcit salvadorenc)[37]
Major (Forces Terrestres d'Estònia)[38]
Major (Regiment d'Infanteria de Fiji)
Majuri (suec: Major) (Regiment d'Infanteria de Fiji)[39]
Major (Forces Armades de Gàmbia)
მაიორი Major (Forces terrestres georgianes)[40]
Major (Exèrcit alemany)[41]
Mayor (Exèrcit guatemalenc)[42]
Major (Forces Armades de Guinea Bissau)
Major (Força de Defensa de Guyana)[43]
Major (Exèrcit Hongria)
Mayor (Exèrcit hondureny)[44]
Major (Exèrcit de l'Índia)[45]
Mayor (Exèrcit indonesi)[46]
Maggiore (Exèrcit italià)[47]
Major (Exèrcit jamaicà)[48]
Майор Mayor (Forces terrestres kazakhs)[49]
Major (Exèrcit de Kenya)[50]
Major (Força de Seguretat de Kosovo)[51]
Майор Mayor (Exèrcit kirguís)[52]
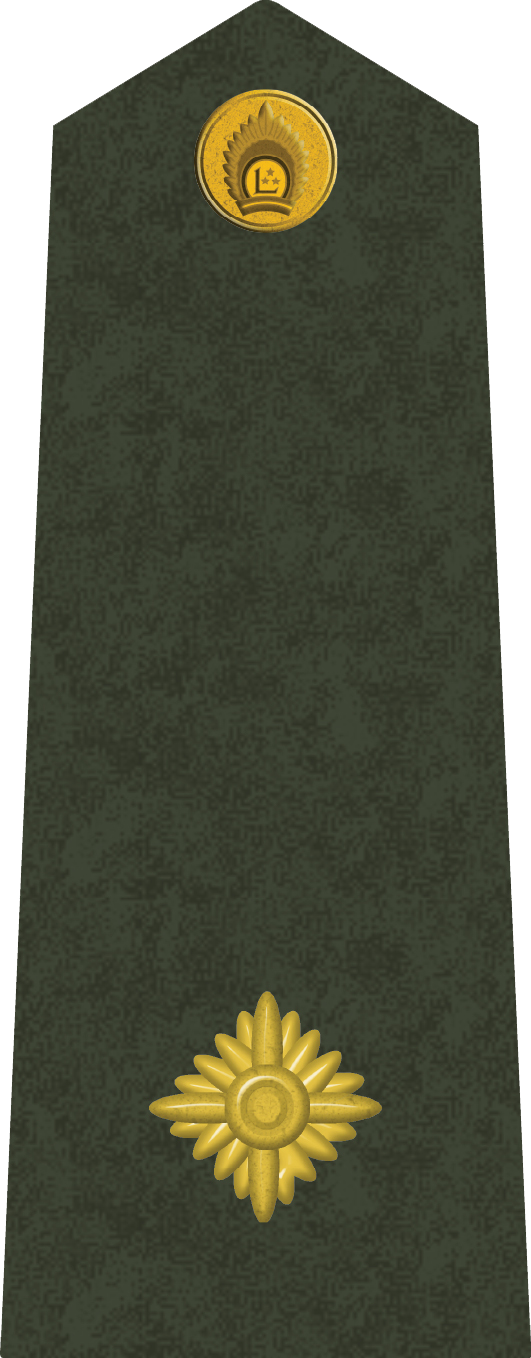
Majors (Forces Terrestres Letones)
Major (exèrcit de Lesotho)[54]
Major (Forces Armades de Libèria)[55]
Majoras (Força Terrestre Lituana)[56]
Major (Exèrcit de Luxemburg)[57]
Мајор Major (Exèrcit de Macedònia del Nord)[58]
Mejar (Exèrcit de Malàisia)[59]
Major (Exèrcit de Malawi)
މޭޖަރ Meyjar (Cos de Marines de les Maldives)[60]
Maġġur (Exèrcit de Malta)[61]
Mayor (Exèrcit de Mèxic)[62]
Maior (Moldovan Ground Forces)[63]
Major (Exèrcit terrestre de Montenegro)[64]
Major (Mozambican Army)
Major (British Army)[65]
Major (Namibian Army)[66]
Majoor (Royal Netherlands Army)[67]
Major (New Zealand Army)[68]
Mayor (Nicaraguan Army)[69]
Major (Nigerian Army)[70]
Major (Norwegian Army)[71]
Major (urdu: میجر) (Pakistan Army)[72]
Major (Papua New Guinea Land Element)
Mayor (Paraguayan Army)[73]
Mayor (Peruvian Army)[74]
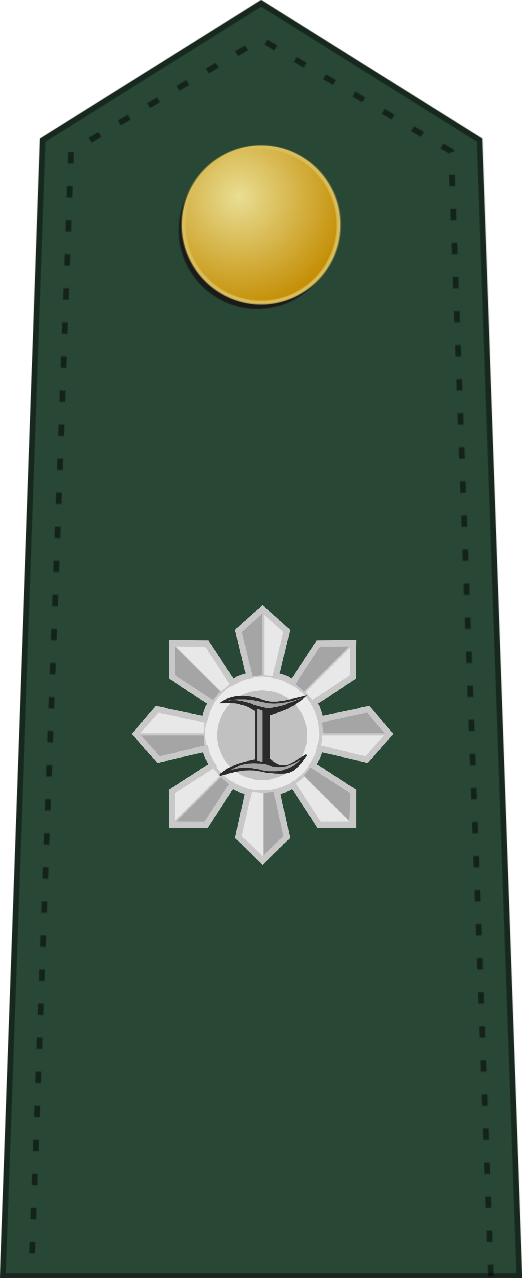
Major (Philippine Army)
Major (Polish Land Forces)[76]
Major (Portuguese Army)[77]
Maior (Romanian Land Forces)[78]
Майо́р Majór (Russian Ground Forces)[79]
Major (Rwandan Land Forces)[80]
Major (SKN Regiment)[81]
Мајор Major (Serbian Army)[82]
Major (Seychelles Army)[83]
Major (Slovak Ground Forces)[84]
Major (Slovenian Ground Force)[85]
Major (South African Army)[86]
Major (Sri Lanka Army)[87]
Majoor (Suriname Army)[88]
Major (Swedish Army)[89]
Major (Swiss Army)[90]
Mayor (National Army of Uruguay)[91]
Майор Mayor (Tajik Ground Forces)[92]
Meja (Tanzanian Army)
Major (Timor-Leste Army)[93]
Major (Tongan Land Component)[94]
Major (Trinidad and Tobago Regiment)[95]
Maýor (Turkmen Ground Forces)[96]
Major (Swiss Guard)[97]
Major (Ugandan Land Forces)[98]
Major (United States Army)[99]
Майор Maior (Forces de Terra d'Ucraïna)[100]
Mayor (Uzbek Ground Forces)[101]
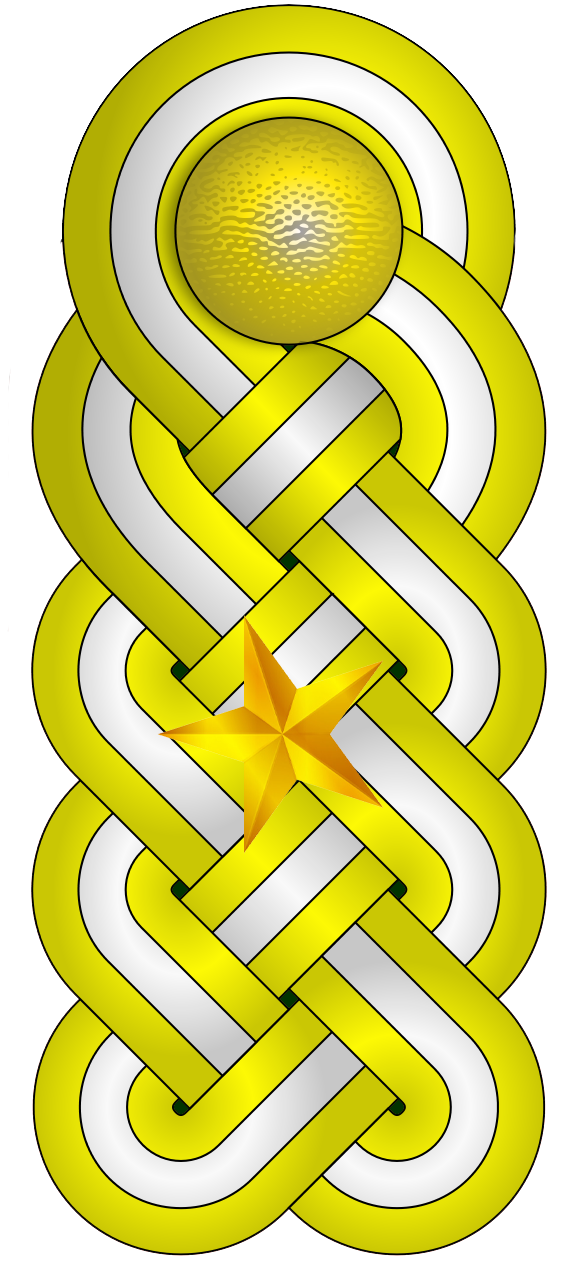
Mayor (Exèrcit Nacional de Veneçuela)
Major (Exèrcit Nacional de Zimbàbue)[103]
Major (Exèrcit Hel·lènic)
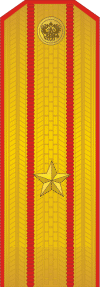
Майор - Major (Forces Armades de Rússia)
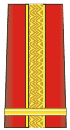
Maior (Exèrcit romanès)
Major (Exèrcit d'Egipte)
Major (Exèrcit Nacional de Colòmbia)